# Хорезмська Соціалістична Радянська Республіка
Увага:  Не вказане значення "common_name"

 Увага: Не вказане значення "continent"
Хорезмська Соціалістична Радянська Республіка, скорочено Хорезмська СРР або ХСРР — держава-наступник Хорезмської Народної Радянської Республіки (ХНРР). Існувала практично один рік. Столицею було місто Хіва. Назва республіки походить від стародавнього історико-географічного регіону Хорезм. Найбільшими містами, крім столиці, були Ташауз, Ургенч, Куня-Ургенч, Турткуль, Нукус і Ходжейлі.
На півночі омивалася Аральським морем, на заході й на півдні межувала із Закаспійською областю Туркестанської АРСР, на сході — з Сирдар'їнською областю Туркестанської АРСР, на південному сході — з Бухарською РСР. Туркестанська АРСР входила до складу РРФСР.
Хорезмську НРР перетворено на Хорезмську СРР в ході 4-го Всехорезмського з'їзду Рад 30 жовтня 1923 року. Тоді ж прийнято конституцію республіки. Того ж дня оголошено про входження Хорезмської СРР до складу СРСР на правах союзної республіки. Рівно через рік, наприкінці жовтня 1924 року, в СРСР почалося національно-територіальне розмежування, і 27 жовтня Хорезмську СРР було скасовано, а її територію поділено між новоутвореними республіками за національною ознакою — Узбецькою РСР (9 % території Хорезмської СРР), Туркменською РСР (81 %), а також Кара-Калпацькою АО (10 %) у складі Казакської АРСР, яка в свою чергу входила до складу РРФСР.
Керівною партією в республіці була Хорезмська комуністична партія. Республіка мала власні збройні сили і валюту — хорезмський рубль. Також у республіці були в обігу рубль РРФСР (Совзнаки), рубль СРСР, а також хорезмська таньга.
Основу економіки республіки становило сільське господарство (переважно вирощування овочів і фруктів, рису, бавовни і пшениці), шовківництво, тваринництво (зокрема каракулівництво), рибальство (на Аральському морі і на річці Амудар'я), а також народні промисли і ремесла, такі як килимарство, виробництво керамічного посуду і виробів. Економіка республіки була тісно пов'язана з економікою Туркестанської АРСР, яка входила до складу РРФСР.
Офіційними мовами Хорезмської СРР були узбецька і російська. Хорезмська СРР, як і Хорезмська НРР, була світською державою, але більшість населення були мусульманами, переважно мусульманами-сунітами. Також частина населення сповідували християнство (переважно православ'я). У республіці проживало приблизно 800 тисяч осіб. Основну частину населення становили узбеки, також проживало досить багато каракалпаків, туркменів і казахів. Також проживали росіяни, іранці та представники інших націй.